# أحمد بن عمار
أحمد بن عمار بن شادي البصري وزير المعتصم بالله، كان موصوفا بالعفة والصدق، ولي الوزارة بعد الفضل بن سهل.

## صفاته
كان وقوراً رزيناً مهيباً ، ذا عفة وصدق وخير . وكان جده طحاناً. ولى المعتصم أحمد العرض، فعرض الكتب عليه أشهراً، فورد كتاب بليغ من الأمير عبد الله بن طاهر فقال المعتصم : أجبه عنه سرا لا تعلم به أحدا . فعجز ، واحتاج إلى كاتب . وعرف بذلك المعتصم فصرفه ، واستكتب ابن الزيات ، وكان أحد البلغاء .